# ديريك الثاني (كونت هولندا)

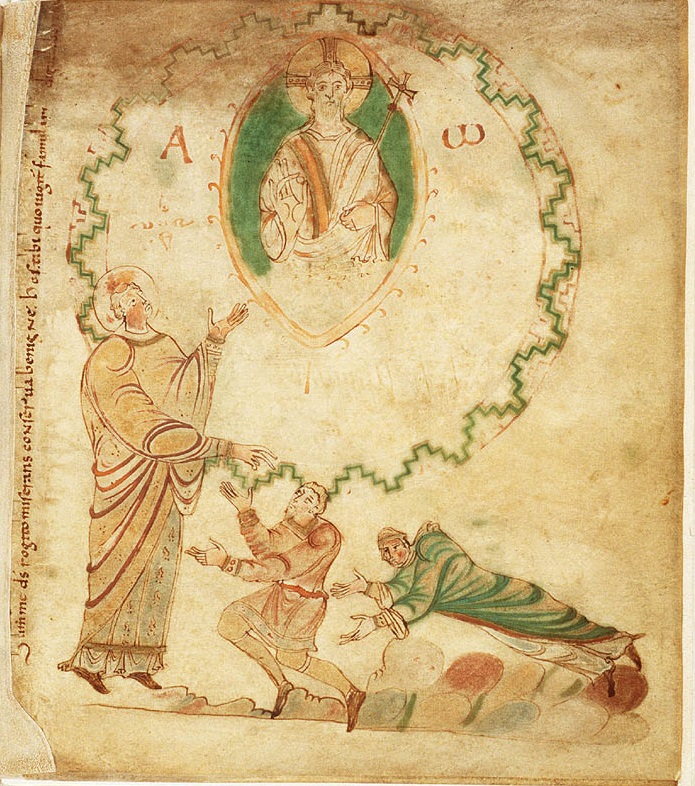
ديرك وزوجته يتوسلان للقديس أدالبيرت كي يشفع لهم عند السيد المسيح، في أنجيل إيغموند

ديريك الثاني أو تيودوريك الثاني (920 /930 – 6 مايو 988) كان كونت فريزيا (غرب فلي) ومقاطعة هولندا. كان ابن ديريك الأول وخيفا (أو خيربيرخه).